# Equazione delle onde
In analisi matematica l'equazione delle onde, conosciuta anche come equazione di d'Alembert, è un'equazione differenziale alle derivate parziali iperbolica di grande importanza in diversi campi della fisica, tra cui acustica, elettromagnetismo e fluidodinamica (varianti dell'equazione si trovano anche in meccanica quantistica e relatività generale), descrivendo solitamente la propagazione di un'onda, lineare e non dispersiva, nelle variabili spaziali e temporali, tra cui le onde sonore ed elettromagnetiche. Storicamente il primo problema in cui è stata derivata è stato quello della corda vibrante di uno strumento musicale, studiato da Jean le Rond d'Alembert, Eulero, Daniel Bernoulli e Joseph-Louis Lagrange.

## L'equazione
La forma generale dell'equazione delle onde riguarda una funzione {\displaystyle u(x,t)} (in generale {\displaystyle u(x,y,z,t)}) della posizione {\displaystyle x} (in generale {\displaystyle x,y,z}) e del tempo {\displaystyle t}. Si tratta di un'equazione alle derivate parziali iperbolica la cui espressione generale è:
{\displaystyle \nabla ^{2}u-{\frac {1}{v^{2}}}{\partial ^{2}u \over {\partial t^{2}}}=0}
dove {\displaystyle v} rappresenta la velocità di propagazione dell'onda. 
Per un'onda sonora che si propaga nell'aria la velocità vale all'incirca 330 metri al secondo, mentre per una corda vibrante può assumere valori assai diversi. L'equazione può essere scritta con l'operatore di d'Alembert:
{\displaystyle \square u=\left(\nabla ^{2}-{\frac {1}{v^{2}}}{\frac {\partial ^{2}}{\partial t^{2}}}\right)u=0}
Se l'onda si propaga in un mezzo dispersivo la velocità {\displaystyle v} è dipendente dalla frequenza, e deve essere rimpiazzata dalla velocità di fase, dove {\displaystyle k} indica il numero d'onda:
{\displaystyle v_{\mathrm {p} }={\frac {\omega }{k}}}
Nel caso meno frequente (ad esempio nelle onde marine, in ottica non lineare, o in Acustica non lineare), in cui la velocità sia dipendente dall'ampiezza, essa è in funzione di {\displaystyle u} e l'equazione diventa non lineare. In tal caso la propagazione ondosa è descritta da equazioni più complicate, come l'equazione di Schrödinger non lineare, l'equazione di sine-Gordon, quella di Boussinesq o quella di Korteweg-de Vries.
La funzione incognita {\displaystyle u(x,t)} esprime l'intensità dell'onda in una particolare posizione {\displaystyle x} al tempo {\displaystyle t}. Per un'onda sonora che si propaga nell'aria, ad esempio, {\displaystyle u} esprime la pressione dell'aria nei diversi punti dello spazio. Per una corda vibrante, invece, esprime lo spostamento fisico della corda dalla sua posizione di riposo. Il simbolo {\displaystyle \nabla ^{2}} denota l'operatore di Laplace rispetto alla variabile posizione {\displaystyle x}, in generale un vettore. Anche {\displaystyle u} può consistere in una grandezza scalare o vettoriale.
L'equazione pone inoltre in evidenza la diretta proporzionalità tra la concavità della funzione incognita {\displaystyle u} con la sua accelerazione.
Un'onda può sovrapporsi ad un altro movimento, ed in tale caso la funzione scalare {\displaystyle u} contiene un fattore di Mach (che ha valore positivo per l'onda che si muove lungo il flusso, e valore negativo per l'onda riflessa).

## Soluzione
L'equazione delle onde può essere scritta come:
{\displaystyle \left[{\frac {\partial }{\partial t}}-v{\frac {\partial }{\partial x}}\right]\left[{\frac {\partial }{\partial t}}+v{\frac {\partial }{\partial x}}\right]u=0}
e quindi:
{\displaystyle {\frac {\partial u}{\partial t}}-v{\frac {\partial u}{\partial x}}=0\qquad {\frac {\partial u}{\partial t}}+v{\frac {\partial u}{\partial x}}=0}
Si tratta della somma di due onde che si propagano in verso opposto, come fu mostrato da Jean le Rond d'Alembert.
Definendo {\displaystyle \xi =t-{x \over v}} ed {\displaystyle \eta =t+{x \over v}} si ha:
{\displaystyle t={1 \over 2}(\eta +\xi )\qquad x={v \over 2}(\eta -\xi )}
da cui si ricava:
{\displaystyle {\frac {\partial }{\partial \xi }}={1 \over 2}\left({\frac {\partial }{\partial t}}-v{\frac {\partial }{\partial x}}\right)\qquad {\frac {\partial }{\partial \eta }}={1 \over 2}\left({\frac {\partial }{\partial t}}+v{\frac {\partial }{\partial x}}\right)}
In questo modo l'equazione delle onde assume la forma:
{\displaystyle {\frac {\partial ^{2}u}{\partial \xi \partial \eta }}=0}
la cui soluzione è:
{\displaystyle u(\xi ,\eta )=F(\xi )+G(\eta )\qquad u(x,t)=F\left(t-{x \over v}\right)+G\left(t+{x \over v}\right)}
Si tratta di due onde che si propagano in verso opposto con velocità {\displaystyle v}.
Le funzioni {\displaystyle F} e {\displaystyle G} si determinano a partire dalle condizioni iniziali:
{\displaystyle u(x,0)=f(x)\qquad u_{t}(x,0)=g(x)\,}
ottenendo la formula di d'Alembert:
{\displaystyle u(x,t)={\frac {f(x-vt)+f(x+vt)}{2}}+{\frac {1}{2v}}\int _{x-vt}^{x+vt}g(s)ds}
Se classicamente {\displaystyle f(x)\in C^{k}} e {\displaystyle g(x)\in C^{k-1}}, allora {\displaystyle u(t,x)\in C^{k}}, sebbene {\displaystyle F} e {\displaystyle G} possano essere distribuzioni. Ad esempio, se si tratta di funzioni deltiformi la soluzione può essere vista come un impulso che si propaga in una direzione.
Un modo equivalente per giungere alla soluzione si ottiene definendo le variabili:
{\displaystyle \xi =x+vt\qquad \eta =x-vt}
e considerando l'equazione delle onde:
{\displaystyle u(x,t)={\tilde {u}}(x+vt,x-vt)}
Si calcolano quindi le derivate:
{\displaystyle {\frac {\partial \xi }{\partial x}}={\frac {\partial \eta }{\partial x}}=1\qquad {\frac {\partial \xi }{\partial t}}=v\qquad {\frac {\partial \eta }{\partial t}}=-v}
e le derivate di {\displaystyle u} espresse in funzione di {\displaystyle \xi } ed {\displaystyle \eta }:
{\displaystyle {\frac {\partial u}{\partial x}}={\frac {\partial {\tilde {u}}}{\partial \xi }}{\frac {\partial \xi }{\partial x}}+{\frac {\partial {\tilde {u}}}{\partial \eta }}{\frac {\partial \eta }{\partial x}}={\frac {\partial {\tilde {u}}}{\partial \xi }}+{\frac {\partial {\tilde {u}}}{\partial \eta }}}
{\displaystyle {\frac {\partial ^{2}u}{\partial x^{2}}}=\left({\frac {\partial }{\partial \xi }}{\frac {\partial {\tilde {u}}}{\partial \xi }}\right){\frac {\partial \xi }{\partial x}}+\left({\frac {\partial }{\partial \eta }}{\frac {\partial {\tilde {u}}}{\partial \eta }}\right){\frac {\partial \eta }{\partial x}}+{\frac {\partial }{\partial \xi }}{\frac {\partial {\tilde {u}}}{\partial \eta }}{\frac {\partial \xi }{\partial x}}+{\frac {\partial }{\partial \eta }}{\frac {\partial {\tilde {u}}}{\partial \xi }}{\frac {\partial \eta }{\partial x}}={\frac {\partial ^{2}{\tilde {u}}}{\partial \xi ^{2}}}+2{\frac {\partial ^{2}{\tilde {u}}}{\partial \xi \partial \eta }}+{\frac {\partial ^{2}{\tilde {u}}}{\partial \eta ^{2}}}}
{\displaystyle {\frac {\partial u}{\partial t}}={\frac {\partial {\tilde {u}}}{\partial \xi }}{\frac {\partial \xi }{\partial t}}+{\frac {\partial {\tilde {u}}}{\partial \eta }}{\frac {\partial \eta }{\partial t}}=v\left({\frac {\partial {\tilde {u}}}{\partial \xi }}-{\frac {\partial {\tilde {u}}}{\partial \eta }}\right)}
{\displaystyle {\frac {\partial ^{2}u}{\partial t^{2}}}=v\left({\frac {\partial ^{2}{\tilde {u}}}{\partial \xi ^{2}}}{\frac {\partial \xi }{\partial t}}+{\frac {\partial ^{2}{\tilde {u}}}{\partial \xi \partial \eta }}{\frac {\partial \eta }{\partial t}}-{\frac {\partial ^{2}{\tilde {u}}}{\partial \eta \partial \xi }}{\frac {\partial \xi }{\partial t}}-{\frac {\partial ^{2}{\tilde {u}}}{\partial \eta ^{2}}}{\frac {\partial \eta }{\partial t}}\right)=v^{2}\left({\frac {\partial ^{2}{\tilde {u}}}{\partial \xi ^{2}}}-2{\frac {\partial ^{2}{\tilde {u}}}{\partial \xi \partial \eta }}+{\frac {\partial ^{2}{\tilde {u}}}{\partial \eta ^{2}}}\right)}
Inserendo tali espressioni nell'equazione delle onde, tutti i termini si semplificano tranne la derivata mista:
{\displaystyle {\frac {\partial ^{2}{\tilde {u}}}{\partial \xi \partial \eta }}={\frac {\partial }{\partial \xi }}\left({\frac {\partial {\tilde {u}}}{\partial \eta }}\right)={\frac {\partial }{\partial \eta }}\left({\frac {\partial {\tilde {u}}}{\partial \xi }}\right)=0}
L'ultima equazione implica che:
{\displaystyle {\frac {\partial {\tilde {u}}}{\partial \eta }}=G(\eta )\qquad {\frac {\partial {\tilde {u}}}{\partial \xi }}=F(\xi )}
Allora la soluzione è data dalla somma di {\displaystyle F} e {\displaystyle G}, e ritornando nelle variabili originali si ha:
{\displaystyle u(x,t)=f(x+vt)+g(x-vt)\ }
dove:
{\displaystyle F=f'\qquad G=g'}
e per determinare {\displaystyle f} e {\displaystyle g} si devono imporre le due condizioni iniziali.

### Equazione della corda vibrante

Modello per la corda vibrante.

L'equazione delle onde nel caso monodimensionale si può derivare nel modo che segue. Si immagini una fila di corpuscoli di massa {\displaystyle m} che sono interconnessi mediante minuscole barrette limitatamente flessibili ciascuna di lunghezza {\displaystyle h}. Le barrette sono caratterizzate da massa trascurabile da una rigidezza (flessionale), cioè di una resistenza alle forze che tendono a fletterla, che viene misurata da {\displaystyle k}. Per questo modello {\displaystyle u(x,t)} misura la distanza della posizione d'equilibrio della corpuscolo posto in {\displaystyle x} al tempo {\displaystyle t}. L'equazione di moto per il corpuscolo nella posizione {\displaystyle x+h} è:
{\displaystyle m{\partial ^{2}u(x+h,t) \over \partial t^{2}}=k[u(x+2h,t)-u(x+h,t)-u(x+h,t)+u(x,t)]}
Si supponga vi siano {\displaystyle N} di questi oggetti distribuiti in modo uniforme sulla lunghezza {\displaystyle L=Nh}. Essi hanno complessivamente massa {\displaystyle M=Nm}, mentre la rigidezza totale della fila è {\displaystyle K=k/N}. Si può allora scrivere l'equazione precedente nella forma:
{\displaystyle {\partial ^{2}u(x+h,t) \over \partial t^{2}}={KL^{2} \over M}{u(x+2h,t)-2u(x+h,t)+u(x,t) \over h^{2}}}
Passando al limite per {\displaystyle N\to \infty } e {\displaystyle h\to 0} e si ottiene:
{\displaystyle {\partial ^{2}u(x,t) \over \partial t^{2}}={KL^{2} \over M}{\partial ^{2}u(x,t) \over \partial x^{2}}}
dove {\displaystyle {KL^{2} \over M}} è il quadrato della velocità di propagazione in questo caso particolare.

## Equazione scalare in più dimensioni
La soluzione per il problema dei valori iniziali dell'equazione in tre dimensioni può essere ottenuta dalla soluzione per un'onda sferica, e tale risultato può essere utilizzato per ricavare la soluzione in due dimensioni. Per spazi di generica dimensione si considerano separatamente il caso di dimensione dispari e pari.

### Equazione in tre dimensioni

Fronti d'onda caratteristici di un'onda sferica.

L'equazione delle onde rimane inalterata in seguito alla rotazione delle coordinate spaziali, essendo il laplaciano invariante sotto rotazione: si vuole sfruttare tale simmetria per ottenere una soluzione che dipenda solo dalla distanza radiale dal punto di osservazione. Soluzioni di questo tipo devono soddisfare la relazione:
{\displaystyle u_{tt}-v^{2}\left(u_{rr}+{\frac {2}{r}}u_{r}\right)=0}
dove {\displaystyle u_{t}} e {\displaystyle u_{tt}} sono rispettivamente la derivata parziale prima e seconda rispetto a {\displaystyle t}, e lo stesso vale per {\displaystyle u_{r}} e {\displaystyle u_{rr}}. L'espressione può essere scritta come:
{\displaystyle (ru)_{tt}-v^{2}(ru)_{rr}=0}
dove la quantità {\displaystyle ru} soddisfa l'equazione monodimensionale. Vi sono pertanto soluzioni che hanno la forma:
{\displaystyle u(t,r)={\frac {1}{r}}F(r-vt)+{\frac {1}{r}}G(r+vt)}
dove {\displaystyle F} e {\displaystyle G} sono funzioni arbitrarie, corrispondenti a due onde che si propagano sfericamente in verso opposto alla velocità {\displaystyle v}.
Si consideri una sorgente che emette a frequenza fissata costante {\displaystyle f} con fase nulla per {\displaystyle t=0} e con un'ampiezza picco-picco pari a {\displaystyle 2a}. Detta {\displaystyle r} la distanza dalla sorgente, l'ampiezza dell'onda è data da:
{\displaystyle u(t,r)=Re\left[{\frac {a}{r}}e^{i\left(\omega t-kr\right)}\right]}
Un'onda di questo tipo, caratterizzata da una sola frequenza di propagazione, è detta monocromatica.
Una somma di onde sferiche è ancora soluzione dell'equazione d'onda, ed in questo modo si può costruire un numero arbitrario di soluzioni. Sia {\displaystyle \varphi (\xi ,\eta ,\zeta )} una funzione arbitraria e si supponga che la forma {\displaystyle F} dell'onda sia una Delta di Dirac. Si consideri una famiglia di onde sferiche con centro {\displaystyle (\xi ,\eta ,\zeta )} e sia {\displaystyle r} la distanza radiale da tale punto. Si ha:
{\displaystyle r^{2}=(x-\xi )^{2}+(y-\eta )^{2}+(z-\zeta )^{2}}
e se {\displaystyle u} è una sovrapposizione di onde di questo tipo pesata dalla funzione {\displaystyle \varphi (\xi ,\eta ,\zeta )} allora:
{\displaystyle u(t,x,y,z)={\frac {1}{4\pi v}}\iiint \varphi (\xi ,\eta ,\zeta ){\frac {\delta (r-ct)}{r}}d\xi \,d\eta \,d\zeta }
Dalla definizione di funzione deltiforme:
{\displaystyle u(t,x,y,z)={\frac {t}{4\pi }}\iint _{S}\varphi (x+vt\alpha ,y+vt\beta ,z+vt\gamma )d\omega }
dove {\displaystyle \alpha }, {\displaystyle \beta } e {\displaystyle \gamma } sono le coordinate sulla sfera unitaria {\displaystyle S}. Risulta che {\displaystyle u(t,x)} è t-volte il valor medio di {\displaystyle \phi } su una sfera di raggio {\displaystyle vt} centrata in {\displaystyle x}:
{\displaystyle u(t,x,y,z)=tM_{vt}[\phi ]}
da cui segue che:
{\displaystyle u(0,x,y,z)=0\qquad u_{t}(0,x,y,z)=\phi (x,y,z)}
Il valor medio è una funzione pari di {\displaystyle t}, e quindi se:
{\displaystyle V(t,x,y,z)={\frac {\partial }{\partial t}}\left(tM_{vt}[\psi ]\right)}
allora:
{\displaystyle V(0,x,y,z)=\psi (x,y,z)\qquad V_{t}(0,x,y,z)=0}
che fornisce la soluzione per il problema relativo al valore iniziale.
In accordo con il principio di Huygens-Fresnel, ogni elemento di un fronte d'onda si può considerare formalmente come una sorgente secondaria di onde sferiche in fase con la sorgente primaria e di ampiezza proporzionale a quella dell'onda primaria e all'area dell'elemento. La perturbazione prodotta in un punto dello spazio si può sempre ottenere come sovrapposizione di tutte le onde sferiche secondarie che raggiungono quel punto.

### Equazione in due dimensioni
In uno spazio a due dimensioni l'equazione d'onda ha la forma:
{\displaystyle u_{tt}=v^{2}\left(u_{xx}+u_{yy}\right)}
Se si tratta {\displaystyle u} come una funzione ambientata in uno spazio di tre dimensioni che è indipendente dalla terza dimensione:
{\displaystyle u(0,x,y)=0\qquad u_{t}(0,x,y)=\phi (x,y)}
la formula risolutiva in tre dimensioni diventa:
{\displaystyle u(t,x,y)=tM_{vt}[\phi ]={\frac {t}{4\pi }}\iint _{S}\phi (x+vt\alpha ,\,y+vt\beta )d\omega }
dove {\displaystyle \alpha } e {\displaystyle \beta } sono le prime due coordinate sulla sfera unitaria, e {\displaystyle d\omega } è l'elemento di superficie sulla sfera. L'integrale può essere scritto come un integrale sul disco {\displaystyle D} con centro {\displaystyle (x,y)} e raggio {\displaystyle ct}:
{\displaystyle u(t,x,y)={\frac {1}{2\pi v}}\iint _{D}{\frac {\phi (x+\xi ,y+\eta )}{\sqrt {(vt)^{2}-\xi ^{2}-\eta ^{2}}}}d\xi \,d\eta }

### Equazione in dimensione arbitraria
Si vuole ricavare la soluzione dell'equazione:
{\displaystyle u_{tt}-\Delta u=0}
per {\displaystyle u:\mathbb {R} ^{n}\times (0,\infty )\rightarrow \mathbb {R} }, con:
{\displaystyle u(x,0)=g(x)\qquad u_{t}(x,0)=h(x)}

#### Dimensioni dispari
Sia {\displaystyle n} un intero dispari e sia {\displaystyle n\geq 3}. Si supponga {\displaystyle g\in C^{m+1}(\mathbb {R} ^{n})} e {\displaystyle h\in C^{m}(\mathbb {R} ^{n})} per {\displaystyle m=(n+1)/2}. Definendo {\displaystyle u} attraverso la relazione:
{\displaystyle u(x,t)={\frac {1}{\gamma _{n}}}\left[\partial _{t}\left({\frac {1}{t}}\partial _{t}\right)^{\frac {n-3}{2}}\left(t^{n-2}\int _{\partial B_{t}(x)}^{average}gdS\right)+\left({\frac {1}{t}}\partial _{t}\right)^{\frac {n-3}{2}}\left(t^{n-2}\int _{\partial B_{t}(x)}^{average}hdS\right)\right]\qquad \gamma _{n}=1\cdot 3\cdot 5\cdot \dots \cdot (n-2)}
si ha che {\displaystyle u\in C^{2}(\mathbb {R} ^{n}\times [0,\infty ))} ed in {\displaystyle \mathbb {R} ^{n}\times (0,\infty )} vale la relazione:
{\displaystyle {u_{t}}_{t}-\triangle u=0}
Inoltre:
{\displaystyle \lim _{(x,t)\rightarrow (x^{0},0),x\in \mathbb {R} ^{n},t>0}u(x,t)=g(x^{0})\qquad \lim _{(x,t)\rightarrow (x^{0},0),x\in \mathbb {R} ^{n},t>0}\partial _{t}u(x,t)=h(x^{0})}

#### Dimensioni pari
Sia {\displaystyle n} un intero pari e sia {\displaystyle n\geq 2}. Si supponga {\displaystyle g\in C^{m+1}} e {\displaystyle h\in C^{m}} per {\displaystyle m=(n+2)/2}. Definendo {\displaystyle u} attraverso la relazione:
{\displaystyle u(x,t)={\frac {1}{\gamma _{n}}}\left[\partial _{t}\left({\frac {1}{t}}\partial _{t}\right)^{\frac {n-2}{2}}\left(t^{n}\int _{B_{t}(x)}^{average}{\frac {g}{\left(t^{2}-|y-x|^{2}\right)^{1/2}}}dy\right)+\left({\frac {1}{t}}\partial _{t}\right)^{\frac {n-2}{2}}\left(t^{n}\int _{B_{t}(x)}^{average}{\frac {h}{\left(t^{2}-|y-x|^{2}\right)^{1/2}}}dy\right)\right]\qquad \gamma _{n}=2\cdot 4\cdot \dots \cdot n}
si ha che {\displaystyle u\in C^{2}(\mathbb {R} ^{n}\times [0,\infty ))} ed in {\displaystyle \mathbb {R} ^{n}\times (0,\infty )} vale la relazione:
{\displaystyle \partial _{t}^{2}u-\Delta u=0}
Inoltre:
{\displaystyle \lim _{(x,t)\rightarrow (x^{0},0),x\in \mathbb {R} ^{n},t>0}u(x,t)=g(x^{0})\qquad \lim _{(x,t)\rightarrow (x^{0},0),x\in \mathbb {R} ^{n},t>0}\partial _{t}u(x,t)=h(x^{0})}

## Equazione delle onde non omogenea
L'equazione delle onde non omogenea in una dimensione ha la forma:
{\displaystyle v^{2}u_{xx}(x,t)-u_{tt}(x,t)=s(x,t)}
con condizioni iniziali:
{\displaystyle u(x,0)=f(x)\qquad u_{t}(x,0)=g(x)}
La funzione {\displaystyle s(x,t)} è detta sorgente poiché descrive l'effetto delle sorgenti di onde sul mezzo nel quali si propagano. Per esempio, in elettromagnetismo la radiazione elettromagnetica ha come termine sorgente una densità di carica e/o di corrente.
Per ottenere la soluzione dell'equazione con condizioni iniziali date si può sfruttare il fatto che essa obbedisce al principio di causalità, ovvero in ogni punto {\displaystyle (x_{i},t_{i})} il valore di {\displaystyle u(x_{i},t_{i})} dipende soltanto da {\displaystyle f(x_{i}+vt_{i})} e {\displaystyle f(x_{i}-vt_{i})} e dal valore della funzione {\displaystyle g(x)} tra {\displaystyle (x_{i}-vt_{i})} e {\displaystyle (x_{i}+vt_{i})}. Tali quantità sono infatti le uniche presenti nella formula risolutiva di d'Alembert, e la condizione è fisicamente dovuta al fatto che la velocità della luce è la massima velocità di propagazione possibile: e questo implica che l'ampiezza dell'onda in un punto dello spazio e in un certo istante di tempo è relazionata all'ampiezza dall'onda in un punto distante dal primo ad un tempo diverso, non istantaneamente. In termini di calcolo della soluzione questo si traduce nel fatto che in un certo arco di tempo per ogni punto {\displaystyle (x_{i},t_{i})} si deve considerare un'area corrispondente {\displaystyle R_{C}} che ne è causalmente relazionata. Integrando pertanto l'equazione non omogenea in tale regione:
{\displaystyle \iint \limits _{R_{C}}\left(v^{2}u_{xx}(x,t)-u_{tt}(x,t)\right)dxdt=\iint \limits _{R_{C}}s(x,t)dxdt}
ed usando il teorema di Green al membro di sinistra:
{\displaystyle \int _{L_{0}+L_{1}+L_{2}}\left(-v^{2}u_{x}(x,t)dt-u_{t}(x,t)dx\right)=\iint \limits _{R_{C}}s(x,t)dxdt}
si ottiene la somma di tre integrali di linea lungo i limiti della regione {\displaystyle R_{C}} causalmente connessa. Si ha:
{\displaystyle \int _{x_{i}-vt_{i}}^{x_{i}+vt_{i}}-u_{t}(x,0)dx=-\int _{x_{i}-vt_{i}}^{x_{i}+vt_{i}}g(x)dx}
mentre il termine dell'espressione precedente integrato rispetto al tempo si annulla in quanto l'intervallo di tempo è nullo, sicché {\displaystyle dt=0}.
Per i restanti due limiti della regione si nota che {\displaystyle x\pm vt} è costante, da cui si ottiene {\displaystyle dx\pm vdt=0}. Si ha nuovamente:
{\displaystyle \int _{L_{1}}\left(-v^{2}u_{x}(x,t)dt-u_{t}(x,t)dx\right)=\int _{L_{1}}\left(vu_{x}(x,t)dx+vu_{t}(x,t)dt\right)=v\int _{L_{1}}du(x,t)=vu(x_{i},t_{i})-vf(x_{i}+vt_{i})}
ed in modo simile:
{\displaystyle \int _{L_{2}}\left(-v^{2}u_{x}(x,t)dt-u_{t}(x,t)dx\right)=-\int _{L_{2}}\left(vu_{x}(x,t)dx+vu_{t}(x,t)dt\right)=}
{\displaystyle =-v\int _{L_{2}}du(x,t)=-\left(vf(x_{i}-vt_{i})-vu(x_{i},t_{i})\right)=vu(x_{i},t_{i})-vf(x_{i}-vt_{i})}
Sommando i tre risultati ottenuti ed inserendoli nell'integrale iniziale:
{\displaystyle -\int _{x_{i}-vt_{i}}^{x_{i}+vt_{i}}g(x)dx+vu(x_{i},t_{i})-vf(x_{i}+vt_{i})+vu(x_{i},t_{i})-vf(x_{i}-vt_{i})=\iint \limits _{R_{C}}s(x,t)dxdt}
{\displaystyle 2vu(x_{i},t_{i})-\int _{x_{i}-vt_{i}}^{x_{i}+vt_{i}}g(x)dx-vf(x_{i}+vt_{i})-vf(x_{i}-vt_{i})=\iint \limits _{R_{C}}s(x,t)dxdt}
{\displaystyle 2vu(x_{i},t_{i})=\int _{x_{i}-vt_{i}}^{x_{i}+vt_{i}}g(x)dx+vf(x_{i}+vt_{i})+vf(x_{i}-vt_{i})+\iint \limits _{R_{C}}s(x,t)dxdt}
{\displaystyle u(x_{i},t_{i})={\frac {f(x_{i}+vt_{i})+f(x_{i}-vt_{i})}{2}}+{\frac {1}{2v}}\int _{x_{i}-vt_{i}}^{x_{i}+vt_{i}}g(x)dx+{\frac {1}{2v}}\int _{0}^{t_{i}}\int _{x_{i}-v\left(t_{i}-t\right)}^{x_{i}+v\left(t_{i}-t\right)}s(x,t)dxdt}
dove si è esplicitato il contorno dell'integrale sulla funzione sorgente. Tale soluzione è valida per ogni scelta di {\displaystyle (x_{i},t_{i})} compatibile con l'equazione d'onda, ed i primi due termini sono la formula di d'Alembert soluzione dell'equazione omogenea. La differenza risiede quindi nel terzo termine, l'integrale sulla sorgente.

## Esempi
In generale la velocità della propagazione ondosa varia con la frequenza dell'onda, fenomeno chiamato dispersione. Un'altra comune correzione del modello base consiste nel fatto che, nei sistemi realistici, la velocità può dipendere dall'ampiezza dell'onda, cosa che conduce a un'equazione nonlineare:
{\displaystyle {\partial ^{2}u \over \partial t^{2}}=v(u)^{2}\left({\partial ^{2}u \over \partial x^{2}}+{\partial ^{2}u \over \partial y^{2}}\right)}
La presenza di termini non lineari e dispersivi può dar luogo a comportamenti ondulatori particolari, come i solitoni, o la turbolenza d'onda.
In tre dimensioni, ad esempio per studiare la propagazione del suono nello spazio, si considera:
{\displaystyle {\partial ^{2}u \over \partial t^{2}}=v^{2}\left({\partial ^{2}u \over \partial x^{2}}+{\partial ^{2}u \over \partial y^{2}}+{\partial ^{2}u \over \partial z^{2}}\right)}
L'equazione delle onde elastiche in tre dimensioni descrive la propagazione delle onde in un mezzo isotropo omogeneo elastico. I materiali solidi in gran parte sono elastici, quindi questa equazione descrive fenomeni come le onde sismiche della Terra e le onde ultrasoniche usate per rivelare difetti nei materiali. Questa equazione è ancora lineare, ma ha forma più complessa di quella delle equazioni presentate in precedenza, in quanto deve rendere conto sia del moto longitudinale che del trasversale:
{\displaystyle \rho {\ddot {\mathbf {u} }}=\mathbf {f} +(\lambda +2\mu )\nabla (\nabla \cdot \mathbf {u} )-\mu \nabla \times (\nabla \times \mathbf {u} )}
dove {\displaystyle \lambda } e {\displaystyle \mu } sono i cosiddetti moduli di Lamé che descrivono le proprietà elastiche del mezzo, {\displaystyle \rho } esprime la densità, {\displaystyle \mathbf {f} } è la funzione sorgente che esprimente la forza che causa il moto e {\displaystyle \mathbf {u} } è lo spostamento. Si noti che in questa equazione sia la forza che lo spostamento sono grandezze vettoriali, e pertanto essa viene anche chiamata equazione vettoriale delle onde.